# Schloss Plausdorf
Schloss Plausdorf ist ein Landgut am Nordostrand der Gemarkung von Amöneburg im hessischen Landkreis Marburg-Biedenkopf. Die schlossartige Anlage besteht aus einem Herrenhaus, einer Wassermühle aus dem 16. Jahrhundert sowie zahlreichen Erweiterungen vom Beginn des 20. Jahrhunderts. Sie ist nach Südwesten bis Südosten von einem fünf Hektar großen Park umgeben. Nach Nordwesten wird das Gelände vom Unterlauf der Klein durchflossen, die den Mühlgraben des Gutes speist.
Das bewohnte und in Privatbesitz befindliche Schloss ist für die Öffentlichkeit nicht zugänglich.

## Lage
Schloss Plausdorf liegt am äußersten Rand der Amöneburger Gemarkung an der Grenze zur Stadt Kirchhain im Norden und etwa 600 Meter von der Grenze zu Stadtallendorf im Osten entfernt, dessen Ferrero-Siedlung 1,2 Kilometer östlich beginnt. Es schließt sich unmittelbar nördlich an den Brückerwald an, der in 100 Metern Entfernung vom Park und 300 Metern Entfernung zum Schloss von der B 62 segmentiert wird. Der Stadtallendorfer Ortsteil Niederklein beginnt zweieinhalb Kilometer südöstlich, das Siedlungsgebiet der Kernstadt Amöneburgs drei Kilometer südwestlich und das von Kirchhain zwei Kilometer nordwestlich.
Südlich des Schlosses verläuft in 100 Metern Entfernung ein öffentlich zugänglicher Waldweg, der, insbesondere im Winter, Einblick durch einen offenen Zaun bietet. Von Osten reicht das öffentlich betretbare Wasserschutzgebiet bis zehn Meter an die Schlossgebäude heran, an der Nordseite ist das andere Kleinufer auf Kirchhainer Seite etwa 20 Meter von den Gebäuden entfernt.

## Geschichte
1463 wurden Mühle und Hof erstmals erwähnt, jedoch stammt die heutige Mühle wahrscheinlich aus der Mitte des 16. Jahrhunderts. Der Lehnsbesitz war mit dem Burgsitz der Familie Hofherr am Lindauer Tor in Amöneburg verbunden. Ende des 15. Jahrhunderts gelangte dieser Burgsitz durch Heirat in die Hand der Familie Bechling, die ihn bis 1522 besaß. Es folgte die Familie von Radenhausen auf dem Burgsitz in Amöneburg und allen Zugehörigkeiten. Im Jahre 1560 erhielt dann Peter von Schwalbach den Plausdorfer Besitz zu Lehen. Um 1563 wurde der Bau der Hofanlage begonnen, 1565 wurde das Herrenhaus im Renaissancestil erbaut. Ältester Bauteil ist das 'Steinerne Haus' mit dem nach Westen gerichteten Renaissancegiebel, das allerdings später etwas verändert wurde. 1571 belehnte Kurmainz Konrad von Schwalbach mit dem Gut, der, mit der Zahl 1583 am Gebäude dokumentiert, deutliche Ausbauten vornahm.
1618/19 wurde der Hof von Gernand Philipp von Schwalbach an Melchior III. von und zu Lehrbach (1581–1647) verkauft. 1701 und 1728 verlief die Grenze zwischen Mainz und Hessen direkt durch das Gut, wobei das Herrenhaus auf Mainzer Seite lag. 1756 lag der Hof ganz auf Mainzer Territorium. Um 1772 kam er in die Hand der von Hartlieb genannt Walsporn zu Büdingen und 1861 an vier Brüder, Freiherren Rüdt von Collenberg. 1866 verkaufen sie an die Eheleute Ceelen, es folgte 1869 Christian Brennemann in Kleinseelheim und im selben Jahr Johann Jost Knauff aus Steina, Kreis Ziegenhain. 1899 verkaufte er das Hofgut an die Eheleute Friedrich „Fritz“ von Goldammer, einem Verlagsgeschäftsführer des Frankfurter General-Anzeigers, und dessen Ehefrau Else von Goldammer aus Frankfurt. 
Familie von Goldammer ließ den Hof, teils aus Ruinen, in den Jahren 1901 bis 1914 zu einem Landschlösschen im Stil des Historismus ausbauen. Mit der Auflösung der Gutsbezirke in Preußen 1928 wurde Schloss Plausdorf schließlich nach Amöneburg eingemeindet. 1946 übernahmen zwei Töchter der Familie, Irene von Hammacher, verwitwete Gräfin Saurma, und Hilde von Meister das 193 ha große Gut. Heute gehört es jeweils hälftig den Familien Albrecht von Meister und Patrick Graf von Saurma-Jeltsch.

## Gliederung
Die Hauptgebäudezeile zieht sich über eine Strecke von 130 Metern nach Ostnordosten, vom Südwesten aus zieht sich eine zweite Zeile nach Nordosten, sodass eine asymmetrisch-ovale U-Form entsteht.
Ganz im Osten liegt der 28 Meter lange Komplex um den Ostturm, an den sich das 37 Meter lange Herrenhaus anschließt. Nach einer Baulücke von sechs Metern folgt ein 28 Meter langes Wirtschaftsgebäude, das nur wenige Meter Baulücke vom 13 Meter quadratischen Haupthaus der Mühle trennt. Nordöstlich an die Mühle schließt sich, ebenfalls nach nur sehr kleiner Baulücke, in leichtem Bogen ein dreiteiliges Wirtschaftsgebäude an.
Die folgenden Bilder zeigen, von Westen nach Osten gehend, Ansichten der Südseite:

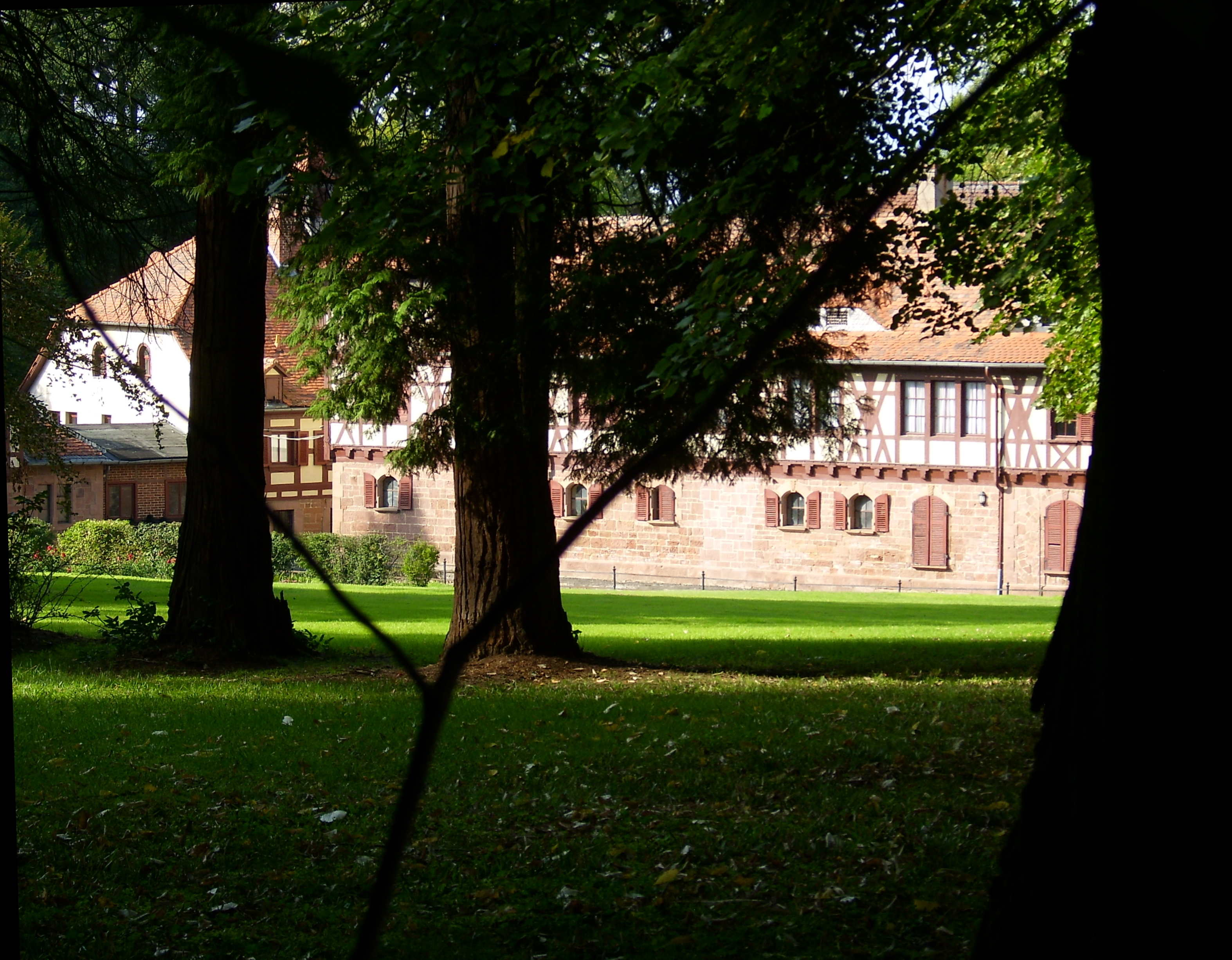
Mühle (links) und Wirtschaftsgebäude
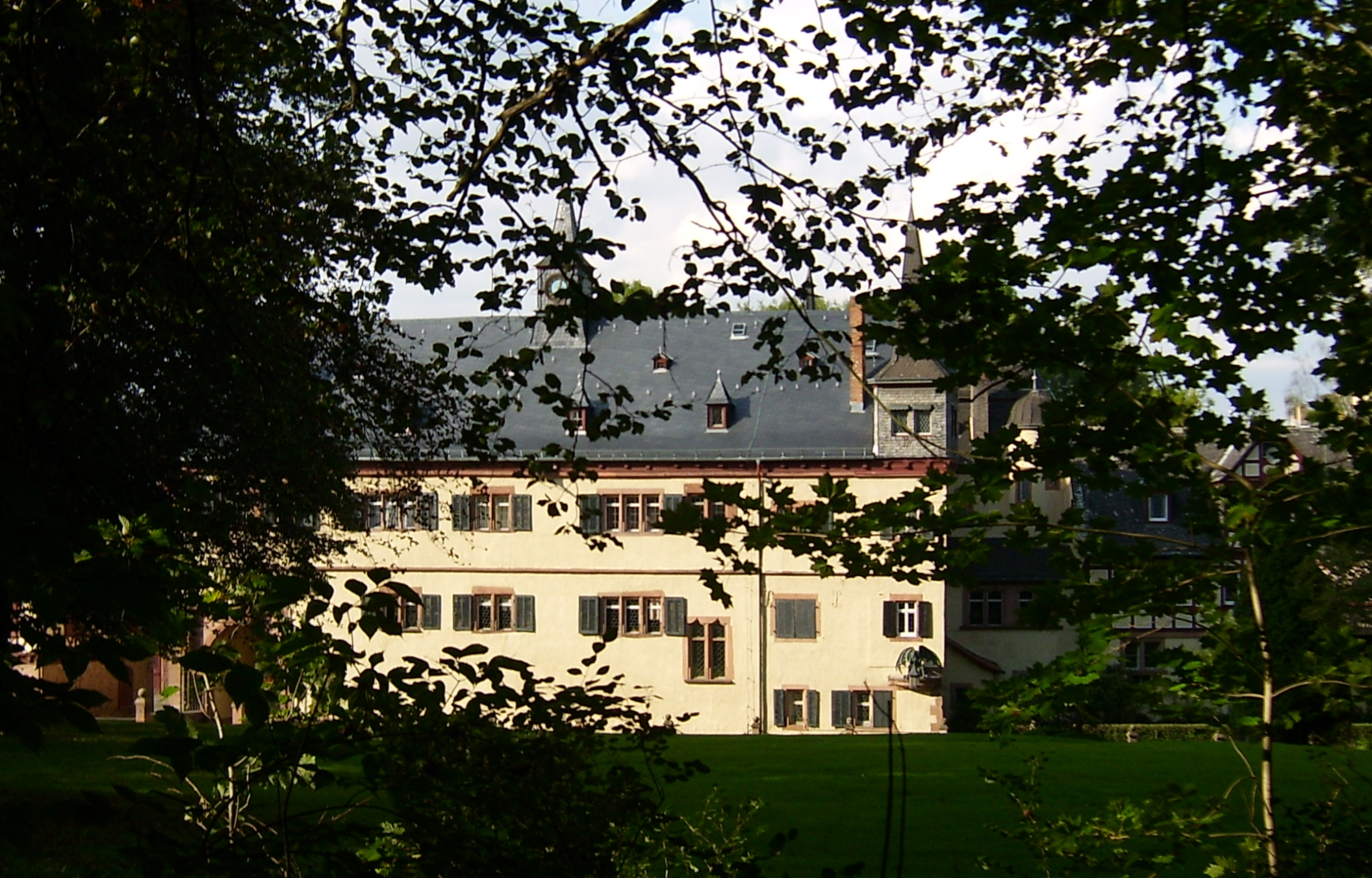
Das Herrenhaus von 1565
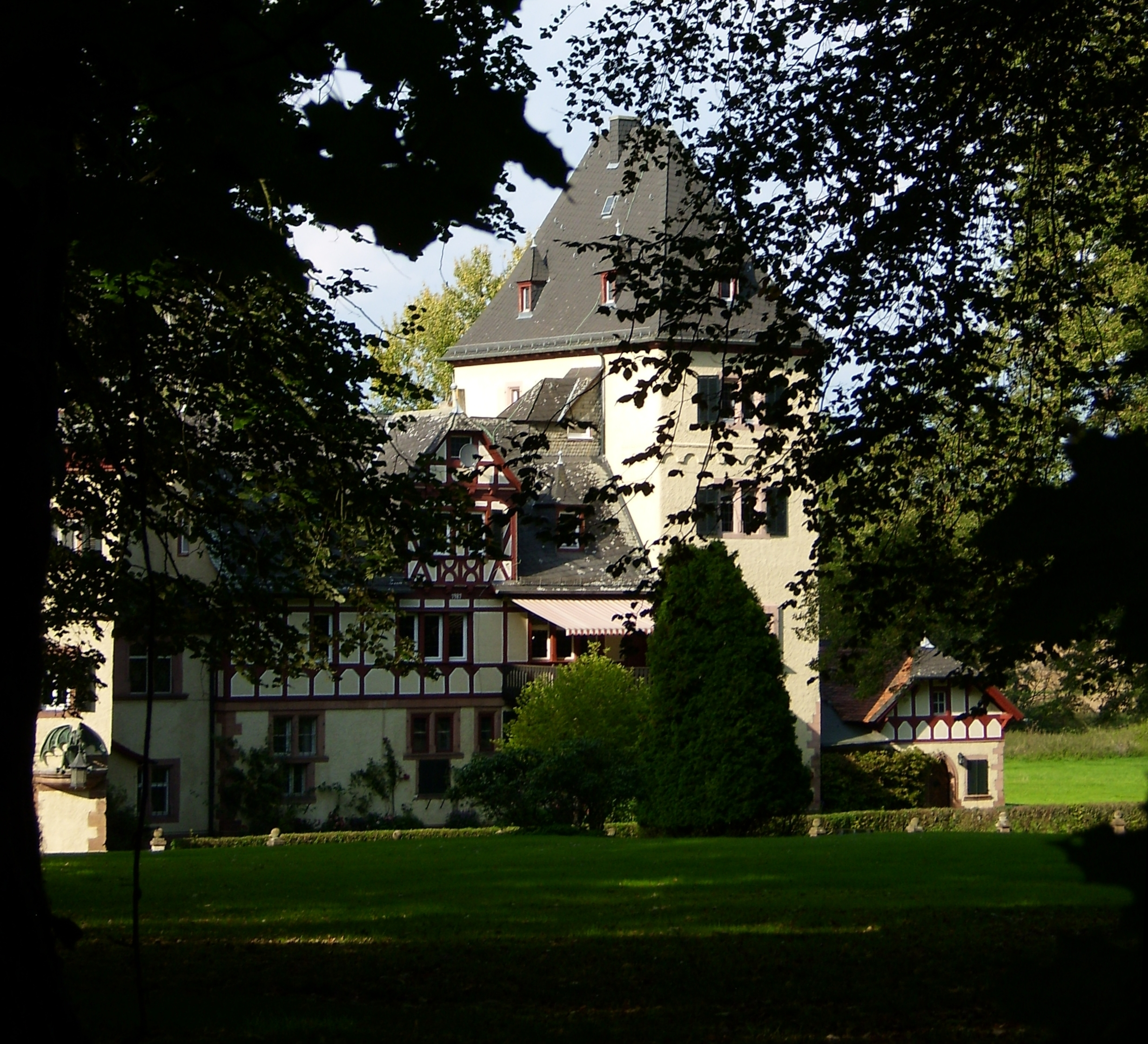
Der Ostturm
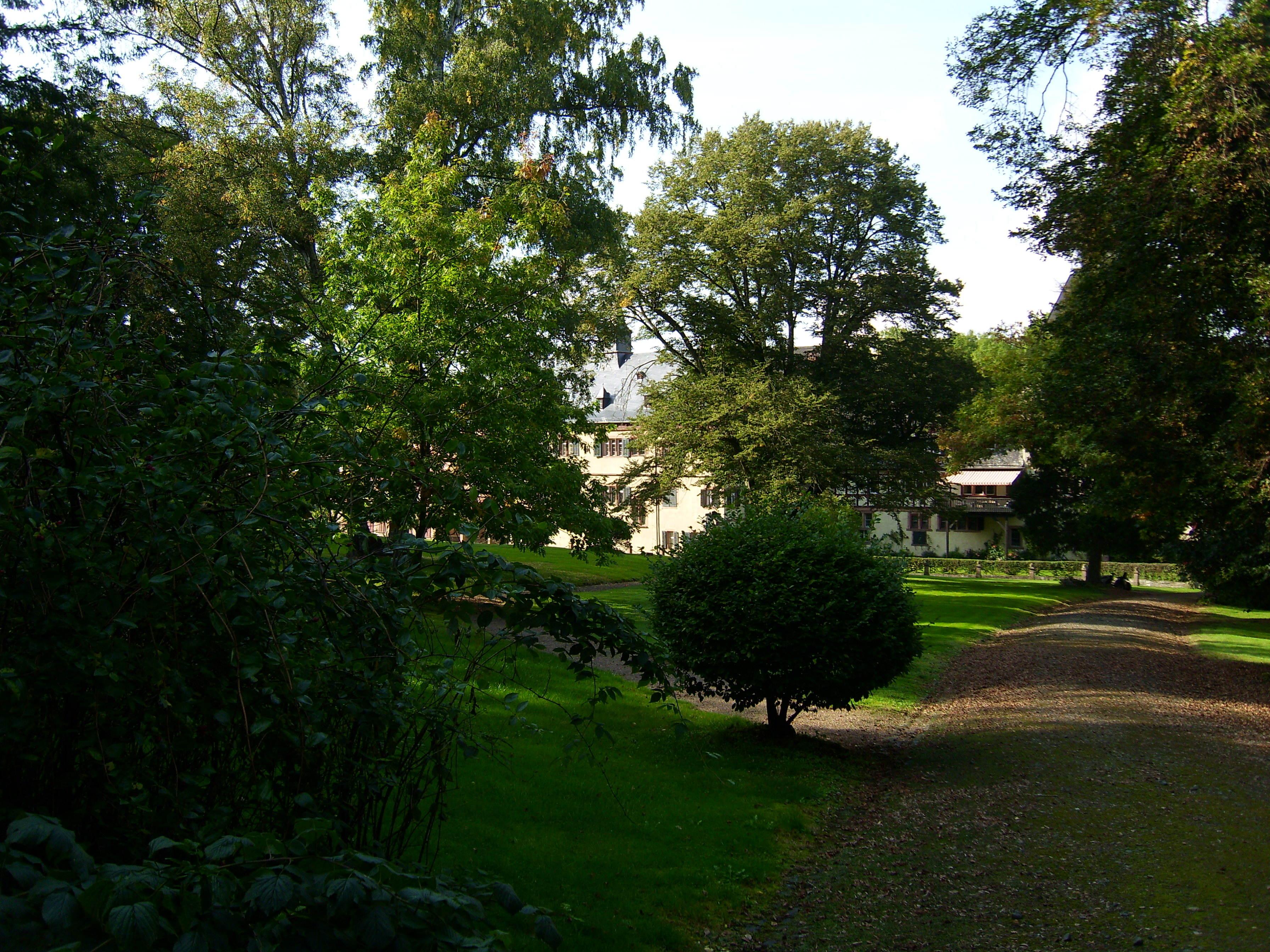
Parklandschaft südöstlich des Schlosses
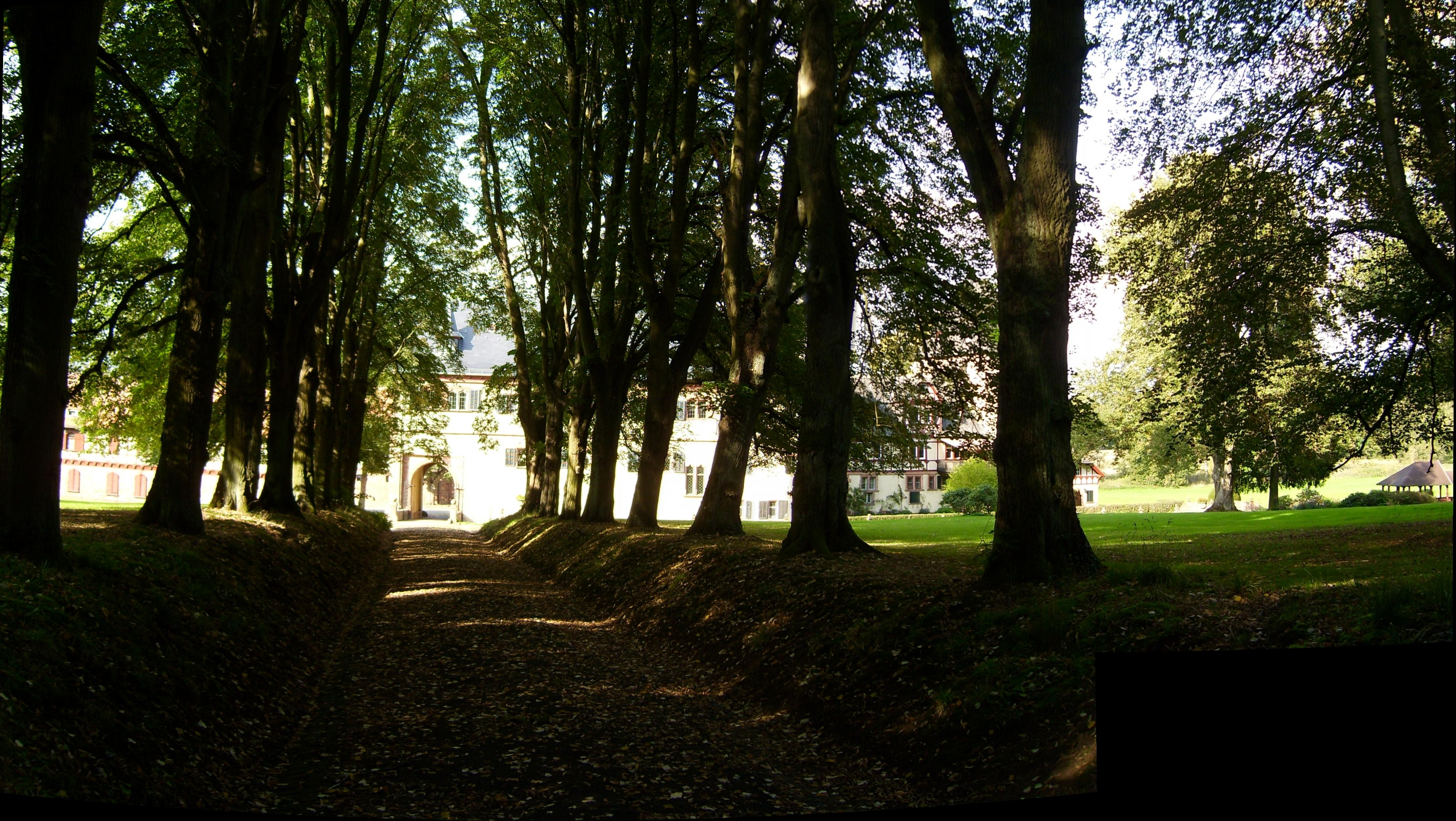
Allee zum Südtor